# Milan Šrejber
Milan Šrejber (* 30. Dezember 1963 in Prag) ist ein ehemaliger tschechoslowakischer Tennisspieler.

## Leben
Šrejber studierte Elektrotechnik an der Karls-Universität Prag, entschloss sich jedoch im Alter von 19 Jahren für eine Karriere als Tennisprofi. 1985 gewann er in Neu-Ulm sein erstes Challenger-Turnier, im Jahr darauf stand er als Qualifikant im Finale des ATP-Turniers von Toronto, unterlag dort jedoch Joakim Nyström. 1988 gewann er an der Seite von Petr Korda sein erstes Doppelturnier auf der ATP World Tour, sowie seinen einzigen Einzeltitel beim Turnier in Rye Brook. Seine höchste Notierung in der Tennis-Weltrangliste erreichte er 1986 mit Position 23 im Einzel sowie 1989 mit Position 37 im Doppel.
Sein bestes Einzelergebnis bei einem Grand-Slam-Turnier war das Erreichen des Viertelfinales bei den US Open 1986. In der Doppelkonkurrenz stand er 1990 im Viertelfinale der French Open. Zudem stand er 1987 im Achtelfinale der Australian Open.
Šrejber spielte zwischen 1986 und 1991 14 Einzel- sowie fünf Doppelpartien für die tschechoslowakische Davis-Cup-Mannschaft. Sein größter Erfolg mit der Mannschaft war das Erreichen des Halbfinales der Weltgruppe 1986, wobei er im Viertelfinale gegen Jugoslawien seine beiden Einzel gegen Bruno Orešar und Slobodan Živojinović gewinnen konnte. Bei der 1-4 Halbfinalniederlage gegen Schweden verlor er beide Einzel. Bei den Olympischen Sommerspielen 1988 in Seoul trat er für die Tschechoslowakei im Einzel und im Doppel an. Während er im Einzel in der ersten Runde am Italiener Paolo Canè scheiterte, gewann er im Doppel an der Seite von Miloslav Mečíř die Bronzemedaille.

## Erfolge
| Legende                       |
| Grand Slam                    |
| Tennis Masters Cup            |
| ATP Masters Series            |
| ATP International Series Gold |
| ATP International Series (3)  |
| ATP Challenger Tour (3)       |

### Einzel

#### Turniersiege

##### ATP Tour
| Nr. | Datum           | Turnier   | Belag | Finalgegner     | Ergebnis |
| --- | --------------- | --------- | ----- | --------------- | -------- |
| 1.  | 22. August 1988 | Rye Brook | Sand  | Ramesh Krishnan | 6:2, 7:6 |

##### Challenger Tour
| Nr. | Datum             | Turnier    | Belag   | Finalgegner     | Ergebnis      |
| --- | ----------------- | ---------- | ------- | --------------- | ------------- |
| 1.  | 29. Juli 1985     | Ulm        | Sand    | Kent Carlsson   | 0:6, 6:4, 6:2 |
| 2.  | 20. November 1989 | Kopenhagen | Teppich | Marc Rosset     | 7:5, 7:6      |
| 3.  | 22. Januar 1990   | Heilbronn  | Teppich | Alexander Mronz | 7:6, 4:6, 7:6 |

#### Finalteilnahmen
| Nr. | Datum           | Turnier        | Belag       | Finalgegner    | Ergebnis |
| --- | --------------- | -------------- | ----------- | -------------- | -------- |
| 1.  | 3. Februar 1986 | Toronto Indoor | Teppich (i) | Joakim Nyström | 1:6, 4:6 |

### Doppel

#### Turniersiege
| Nr. | Datum           | Turnier   | Belag   | Partner        | Finalgegner                         | Ergebnis |
| --- | --------------- | --------- | ------- | -------------- | ----------------------------------- | -------- |
| 1.  | 4. Juli 1988    | Gstaad    | Sand    | Petr Korda     | Andrés Gómez Emilio Sánchez Vicario | 7:6, 7:6 |
| 2.  | 6. Februar 1989 | Rotterdam | Teppich | Miloslav Mečíř | Jan Gunnarsson Magnus Gustafsson    | 7:6, 6:0 |

#### Finalteilnahmen
| Nr. | Datum         | Turnier | Belag | Partner    | Finalgegner               | Ergebnis |
| --- | ------------- | ------- | ----- | ---------- | ------------------------- | -------- |
| 1.  | 10. Juli 1989 | Gstaad  | Sand  | Petr Korda | Cássio Motta Todd Witsken | 4:6, 3:6 |